# Livônia

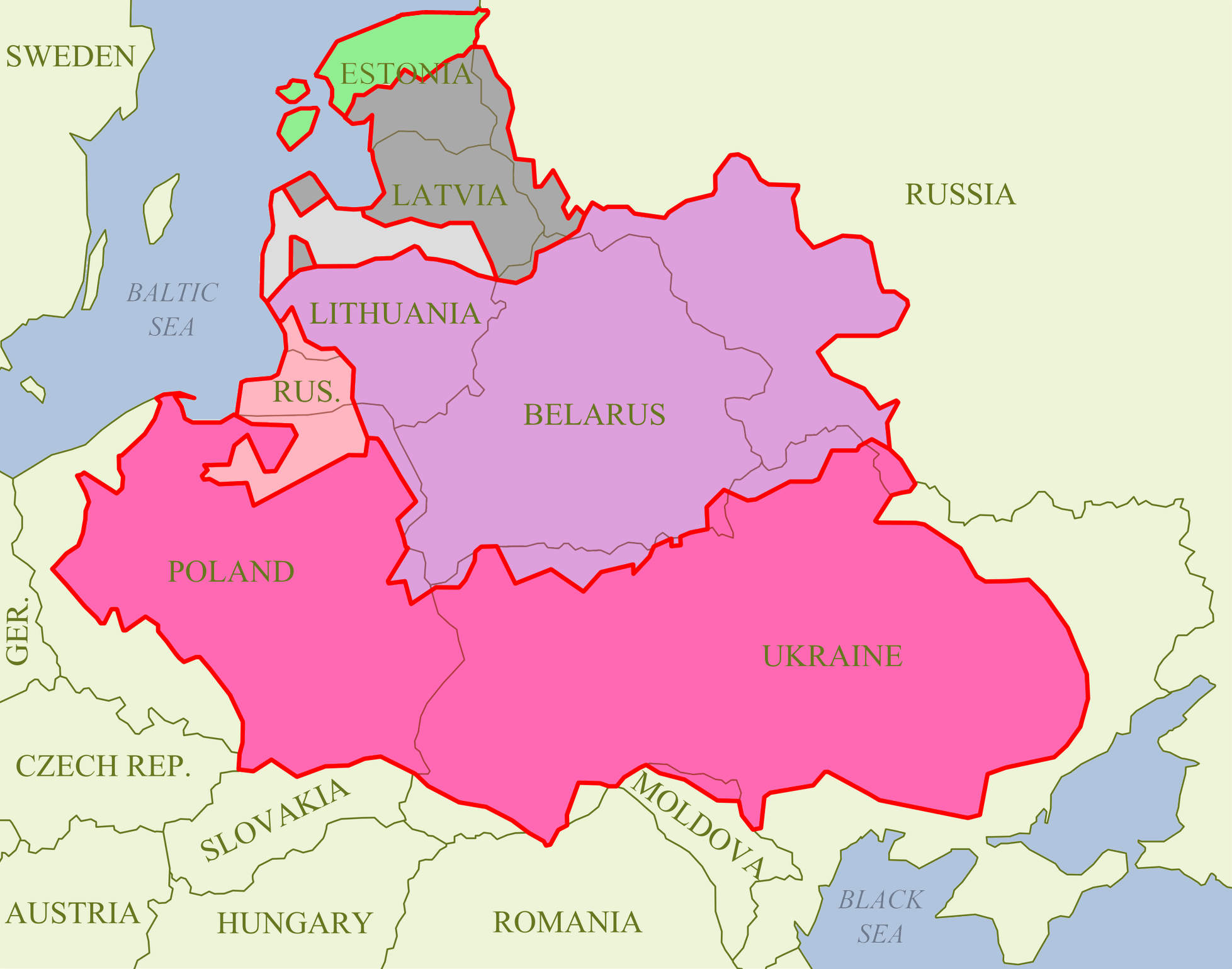
Mapa da República das Duas Nações com as principais subdivisões maiores depois da Paz de Deulino em 1618.
----
Reino da Polônia
Ducado da Prússia, feudo polonês
Grão-Ducado da Lituânia
Ducado da Curlândia e Semigália, feudo lituano
Ducado da Livônia
Livônia sueca e dinamarquesa

A Livônia (português brasileiro) ou Livónia (português europeu) (livoniano: Līvõmō, letão e lituano:  Livonija; estoniano: Liivimaa; alemão e sueco: Livland; polonês: Liwlandia; russo: Лифляндия / Liflyandiya) foi o território dos Livônios fínicos, mas passou na Idade Média a designar uma área muito maior controlada pela Ordem da Livônia na costa oriental do Mar Báltico, correspondendo às atuais Letônia e Estônia. Suas fronteiras eram o Golfo de Riga e o Golfo da Finlândia, a noroeste, o lago Peipus e a Rússia, a leste e a Lituânia ao sul.
A Livônia foi habitada por diversos povos bálticos e fínicos, governados por uma classe de germano-bálticos. Ao longo do tempo, alguns nobres foram polonizados e tornaram-se membros da nobreza polaco-lituana (Szlachta), ou russificados e passaram a fazer parte da nobreza russa (Dvoryanstvo).